# Guam nos Jogos Olímpicos de Verão de 1992
Guam competiu nos Jogos Olímpicos de Verão de 1992 em Barcelona, Espanha.

## Resultados por Evento

### Atletismo
400 m com barreiras masculino
- Richard Bentley
  - Eliminatórias — 57.04 (→ não avançou)

Maratona feminina
- Jen Allred – 3:14.45 (→ 36º lugar)

### Ciclismo
Estrada Individual feminino
- Margaret Bean
  - Final — 2:29:22 (→ 52º lugar)

### Natação
50 m livre masculino
- Patrick Sagisi
  1. Eliminatórias – 24.78 (→ não avançou, 52º lugar)
- Adrian Romero
  1. Eliminatórias – 25.12 (→ não avançou, 54º lugar)

100 m livre masculino
- Patrick Sagisi
  1. Eliminatórias – 53.90 (→ não avançou, 55º lugar)
- Adrian Romero
  1. Eliminatórias – 54.77 (→ não avançou, 59º lugar)

200 m livre masculino
- Frank Flores
  1. Eliminatórias – 2:00.48 (→ não avançou, 45º lugar)

100 m costas masculino
- Patrick Sagisi
  1. Eliminatórias – 1:01.84 (→ não avançou, 46º lugar)

100 m peito masculino
- Glenn Diaz
  1. Eliminatórias – 1:10.32 (→ não avançou, 51º lugar)

200 m peito masculino
- Glenn Diaz
  1. Eliminatórias – 2:34.65 (→ não avançou, 46º lugar)

100 m borboleta masculino
- Patrick Sagisi
  1. Eliminatórias – 58.08 (→ não avançou, 49º lugar)
- Ray Flores
  1. Eliminatórias – 1:01.10 (→ não avançou, 62º lugar)

Revezamento 4x100 livre masculino
- Adrian Romero, Ray Flores, Frank Flores, e Patrick Sagisi
  1. Eliminatórias – 3:42.31 (→ não avançou, 16º lugar)

Revezamento 4x100 m medley masculino
- Patrick Sagisi, Glenn Diaz, Ray Flores, e Adrian Romero
  1. Eliminatórias – 4:07.98 (→ não avançou, 21º lugar)

100 m peito feminino
- Tammie Kaae
  1. Eliminatórias – 1:16.78 (→ não avançou, 36º lugar)
- Barbara Pexa
  1. Eliminatórias – 1:17.71 (→ não avançou, 37º lugar)

200 m peito feminino
- Barbara Pexa
  1. Eliminatórias – 2:47.27 (→ não avançou, 36º lugar)

200 m medley feminino
- Tammie Kaae
  1. Eliminatórias – 2:36.31 (→ não avançou, 42º lugar)

### Tiro com arco
Competição Individual masculina:
- Luis Cabral
  - Fase de classificação — 72º lugar (0-0)

### Vela
Classe Lechner masculino
- Jan Iriarte
  - Classificação final — 405.0 pontos (→ 41º lugar)

Classe Lechner feminino
- Linda Yeomans
  - Classificação final — 270.0 pontos (→ 24º lugar)